# مجموعه هنری نوردراین-وستفالن

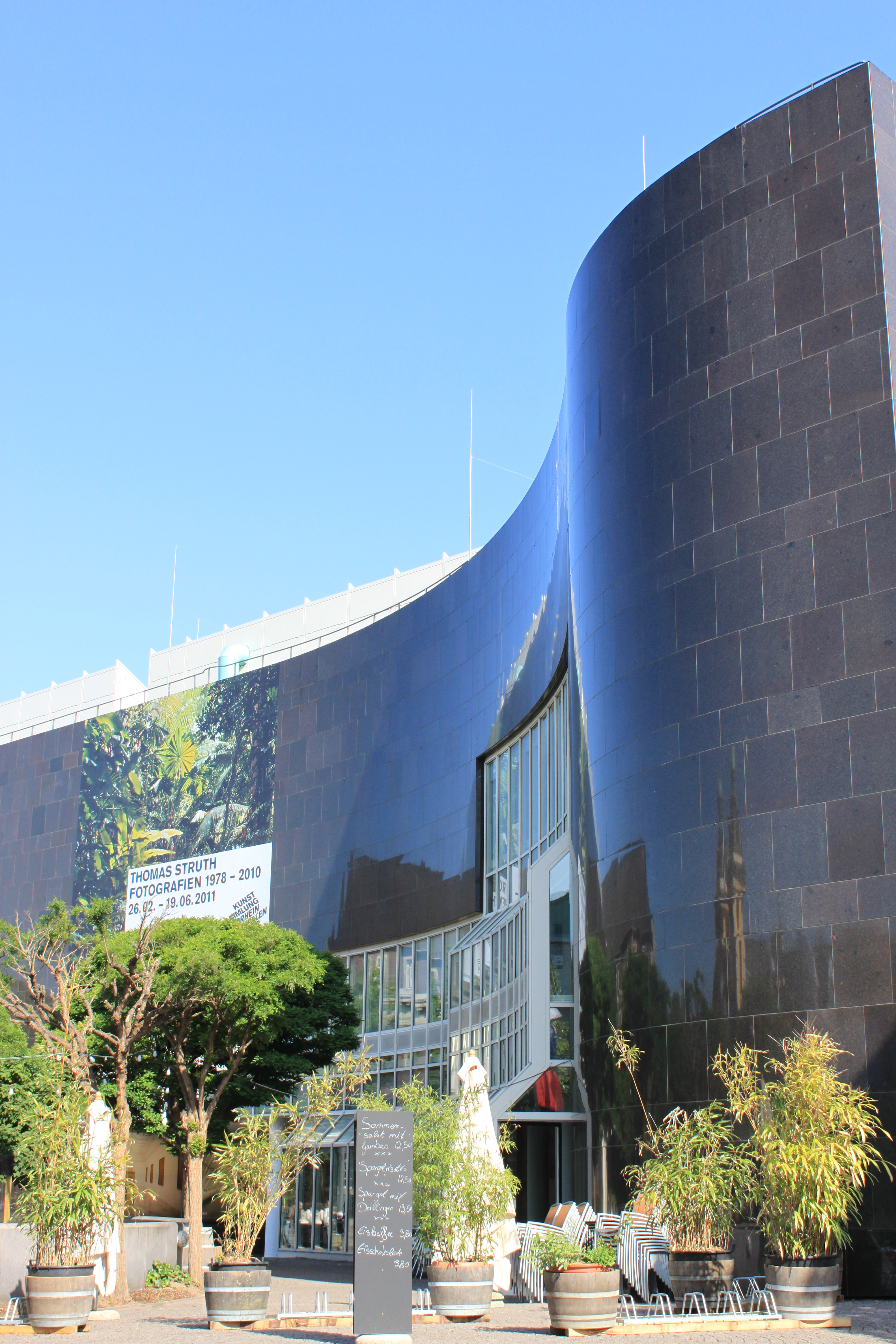
K20 گرب‌پلتس

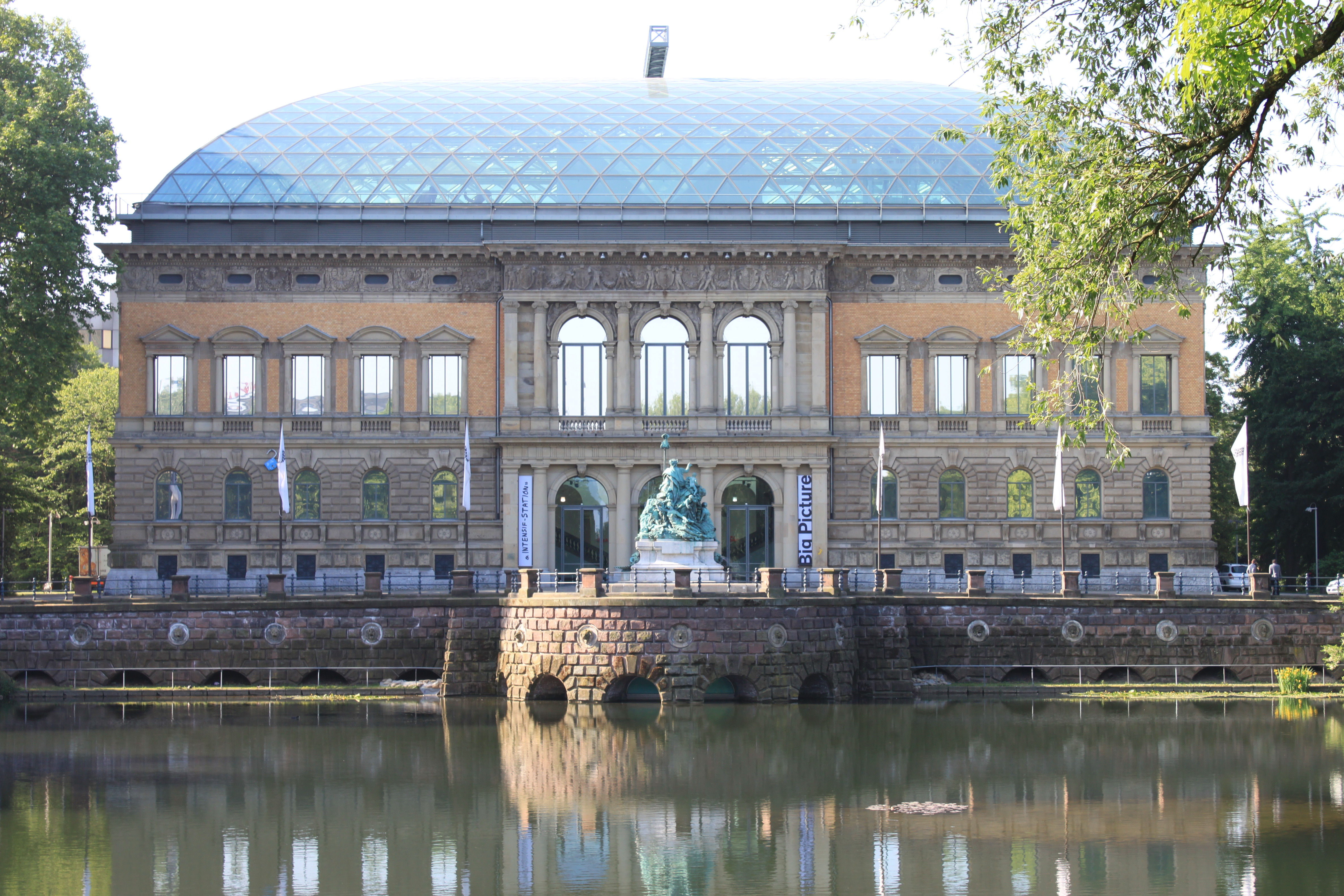
K21 خانه املاک

مجموعه هنری نوردراین-وستفالن (به آلمانی: Kunstsammlung Nordrhein-Westfalen) یک مجموعه هنری ایالت فدرال آلمان نوردراین-وستفالن، در دوسلدورف است. این مؤسسه سه مکان مختلف نمایشگاهی دارد: K20 در گرب‌پلتس، K21 در خانه املاک و خانهٔ اشملا. این مجموعه هنری در سال ۱۹۶۱ توسط دولت ایالتی نوردراین-وستفالن به عنوان یک بنیاد تحت قانون خصوصی با هدف نمایش مجموعه هنری و گسترش آن از طریق خریدهای جدید تأسیس شد.
مجموعه هنری نوردراین-وستفالن در طول تاریخ ۵۰ ساله خود، به عنوان موزه هنر قرن بیستم، شهرتی بین‌المللی به دست آورده‌است. از آن موقع تا به حال، مدتی است که طیف زمانی مجموعه - که از طریق خرید آثار پاول کله آغاز شد - گسترش یافته‌است. ساختمان در گرب‌پلتس (K20)، با نمای مشخصه گرانیت سیاه و سفید آن، در سال ۱۹۸۶ افتتاح شد. ساختمان توسعه یافته در سال ۲۰۱۰ تکمیل گردید.
مجموعه دائمی هنری نوردراین-وستفالن با آثار اصلی پابلو پیکاسو، آنری ماتیس، و پیت موندریان، در میان دیگران، و همچنین مجموعه ای گسترده از حدود ۱۰۰ طراحی و نقاشی از پاول کله، چشم‌اندازی منحصر به فرد از مدرنیسم کلاسیک را ارائه می‌دهد.  مجموعه آثار هنری آمریکای پس از جنگ شامل آثار جکسون پولاک و فرانک استلا و هنرمندان رابرت راشنبرگ، جسپر جانز و اندی وارهول است. از دیگر نکات برجسته این مجموعه می‌توان به آثار یوزف بویس، گرهارد ریشتر، تونی کرگ، امیل شوماخر، سارا موریس، کاترینا فریچ، نام جون پایک، ولف ووستل و ایمی کنبل اشاره کرد.
خانه املاک (K21) که در بهار سال ۲۰۰۲ به عنوان یک مکان اضافی برای مجموعه هنری در کنار حوض قیصر قرار داشت، افتتاح شد، ساختمانی که قبلاً به عنوان مقر پارلمان نوردراین-وستفالن عمل می‌کرد. در میان نکات برجسته، تعدادی اتاق هنرمند و تأسیسات بزرگ وجود دارد که تمرکز ویژه این بخش از مجموعه است.
خانهٔ اشملا، در منطقه تاریخی دوسلدورف، در سال ۲۰۰۹ به عنوان یک مکان تمرین نمایش و محل سخنرانی به مجموعه هنری پیوست. هنگامی که برای اولین بار در سال ۱۹۷۱ افتتاح شد، این بنای دیدنی محافظت شده توسط معمار هلندی آلدو وان آیک، خانه گالری آلفرد اشملا بود و اولین ساختمانی بود که در جمهوری فدرال آلمان به‌طور صریح به عنوان یک گالری هنری ساخته شد. از بهار ۲۰۱۱، خانهٔ اشملا نیز دوباره برای نمایشگاه‌ها استفاده می‌شود.
مجموعه هنری نوردراین-وستفالن، به عنوان یک مؤسسه با سه مکان، بیش از ۱۰۰۰۰ متر مربع (۱۱۰۰۰۰ فوت مربع) مساحت نمایشگاه در اختیار دارد.
اداره آموزش و پرورش با برنامه‌های همراه و پروژه‌های ویژه خود تلاش می‌کند تا آثاری که در مجموعه منطقه‌ای نگهداری می‌شوند را برای بازدیدکنندگان در هر سنی در دسترس قرار دهد. برای این منظور تعدادی استودیو، یک کارگاه رسانه ای و یک «آزمایشگاه» که در گالری‌های نمایشگاه ادغام شده‌است، در دسترس قرار داده‌است.

## تاریخچه
تاریخچه مجموعه هنری نوردراین-وستفالن در سال ۱۹۶۰ با خرید ۸۸ اثر از پاول کله از مجموعه تولیدکننده فولاد پیتسبورگ جی. دیوید تامپسون آغاز می‌شود. این خرید که توسط فروشنده هنری بازل ارنست بیلر انجام شد و توسط اولین نمایش دولتی آن زمان فرانتس مایر نظارت شد، هسته این مجموعه را تشکیل می‌دهد. این مجموعه در سال ۱۹۶۱ تحت عنوان «بنیاد مجموعه هنری نوردراین-وستفالن» تأسیس شد. ورنر اشمالنباخ بین سال ۱۹۶۲ و بازنشستگی در سال ۱۹۹۰، به عنوان اولین مدیر مجموعه تازه تأسیس خدمت کرد. او مجموعه‌ای با کیفیت فوق‌العاده از آثار هنری کلاسیک مدرنیستی را گردآوری کرد و بدین ترتیب تنها مجموعه منطقه‌ای تخصصی در آلمان در زمینه هنر نوگرا را ایجاد نمود. در ابتدا، این مجموعه در کاخ جاگرهوف نگهداری می‌شد. بلافاصله پس از افتتاح، محدودیت‌های فضا باعث شد که طرح‌هایی برای یک ساختمان جدید کلید بخورد. در سال ۱۹۷۵ مسابقه ای برای طراحی آن اعلام گردید. پیشنهاد برنده توسط دفتر معماری دانمارکی Dissing + Weitling ارائه شد. این ساختمان - که در تاریخ معماری در گذار از مدرنیسم پساجنگ به پست‌مدرنیسم قرار دارد - در ۱۴ مارس ۱۹۸۶ با حضور رئیس‌جمهور وقت آلمان، ریشارد فون وایتسکر افتتاح شد و از آن زمان به عنوان نماد شهر عمل کرده‌است. این ساختمان با نمای منحنی از سنگ سیاه طبیعی صیقلی، ویژگی خاصی را به گرب‌پلتس می‌بخشد. این میدان دقیقاً روبروی گالری هنر دوسلدورف قرار دارد و ساختمان آن همچنین به عنوان دفتر مرکزی انجمن هنری راینلند و وستفالن عمل می‌کند.
در سال ۱۹۹۰، آرمین زوایت، رئیس سابق گالری شهر در لنباخهاوس واقع شده در مونیخ، جانشین اشمالنباخ شد. در حالی که اشمالنباخ دارایی‌های موزه را تا حد زیادی با افزودن شاهکارهای نقاشی گسترش داده بود، اما مجسمه‌ها، تأسیسات و عکس‌های معاصر در درجه اول از سال ۱۹۹۰ با تلاش جانشین او وارد مجموعه شدند. در ۱ سپتامبر ۲۰۰۹، ماریون آکرمن - مدیر سابق موزه هنر اشتوتگارت - مدیریت هنری مجموعه هنری نوردراین-وستفالن را بر عهده گرفت. او رویکردی پویا به مجموعه در پیش گرفته‌است و به دنبال ارتباط بیشتر هنر معاصر و مدرن کلاسیک با یکدیگر است. آکرمن به همراه هاگن لیپه وایسنفلد که در ۱ نوامبر ۲۰۰۸ به عنوان مدیر امور مالی و بازرگانی به تیم ملحق شد، ریاست بنیاد را بر عهده دارد.

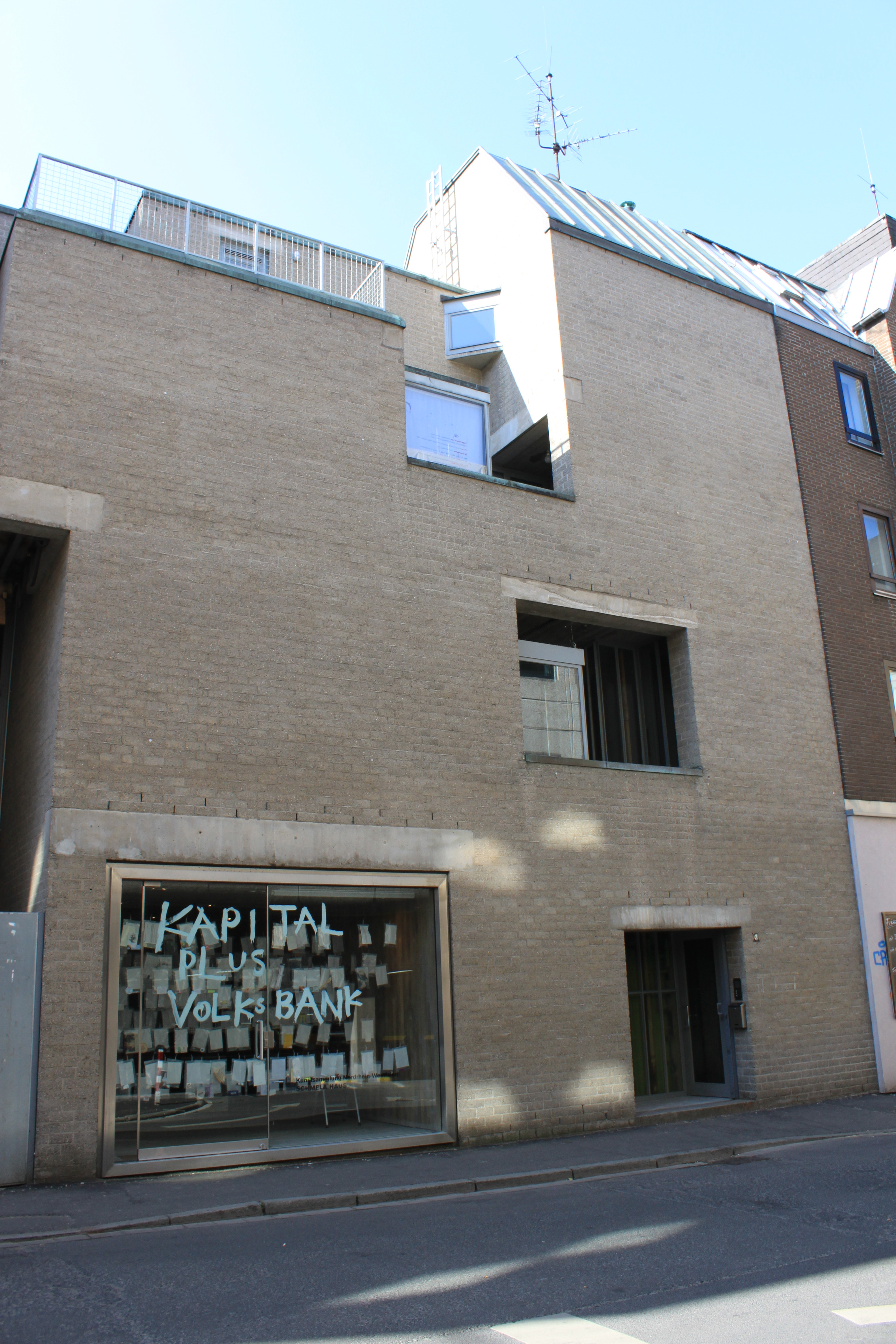
خانهٔ اشملا

در ۱۲ نوامبر ۲۰۰۹، مجموعه هنری خانهٔ سابق گالری اشملا را، واقع در Mutter-Ey-Straße 3 در دوسلدورف-آلتشتات، به عنوان مکانی برای نمایشگاه‌ها، بحث‌ها و سایر فعالیت‌ها افتتاح کرد.
K20 در گرب‌پلتس پس از بیش از دو سال بسته ماندن در طول بازسازی‌های جامع و ساخت یک ساختمان، فعالیت خود را به‌عنوان مکان نمایشگاه در ژوئیه ۲۰۱۰ از سر گرفت. اکنون برای مجموعه و برای نمایشگاه‌های موقت، مساحت زیادی در دسترس است. اولین هنرمندانی که در آنجا آثار خود را به نمایش گذاشتند: تصویرگر بلژیکی، کریس مارتین و مجسمه‌ساز آلمانی، مایکل سیل استورفر بودند که برای دو گالری ساختمان جدید، یعنی گالری Klee Halle و Konrad und Gabriele Henkel که روی هم تقریباً ۲۰۰۰ متر مربع مساحت دارند، تأسیسات قابل دسترس ایجاد کردند.
تنها در دو هفته اول پس از بازگشایی، نزدیک به ۶۰۰۰۰ بازدیدکننده از ورود رایگان به مجموعه هنری استفاده کردند. این موزه در ۲۱ اکتبر ۲۰۱۰ از ۱۰۰۰۰۰ بازدیدکننده خود استقبال نمود. نقاشی دیواری موزاییکی هنرمند آمریکایی سارا موریس، «هورنت» که در مقیاس بزرگ از کاشی‌های رنگارنگ و آثار تشکیل شده‌است، به حضور عمومی جدید و تأکیدی تر مجموعه هنری - که اکنون می‌تواند مجموعه‌های هنری این ایالت فدرال را جامع تر از همیشه به نمایش بگذارد - کمک می‌کند.

لوگوی مجموعه هنرینوردراین-وستفالن
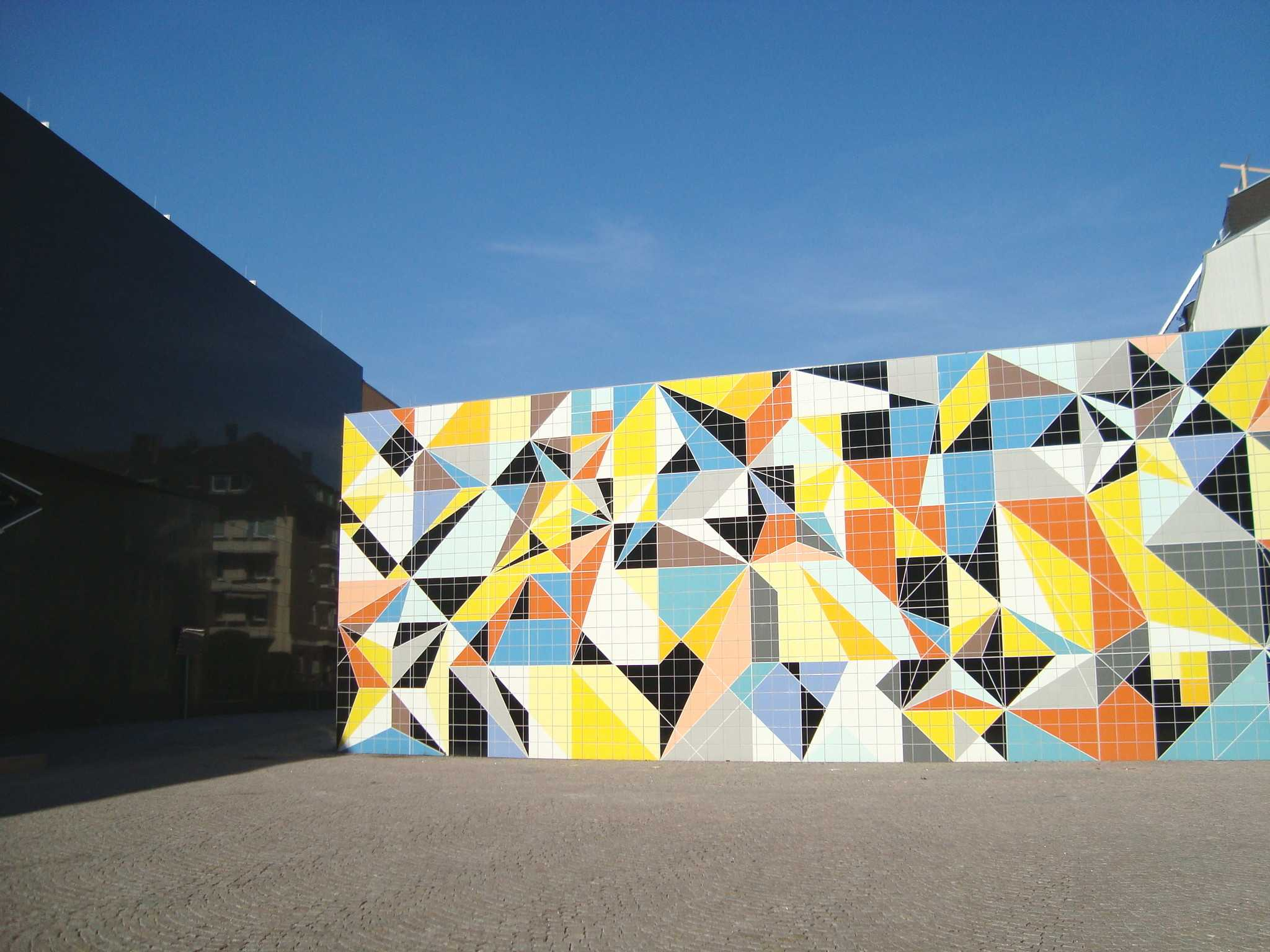
هورنت اثر سارا موریس،  ۲۰۱۰, پل-کلی-پلاتز،  K20 گرب‌پلتس
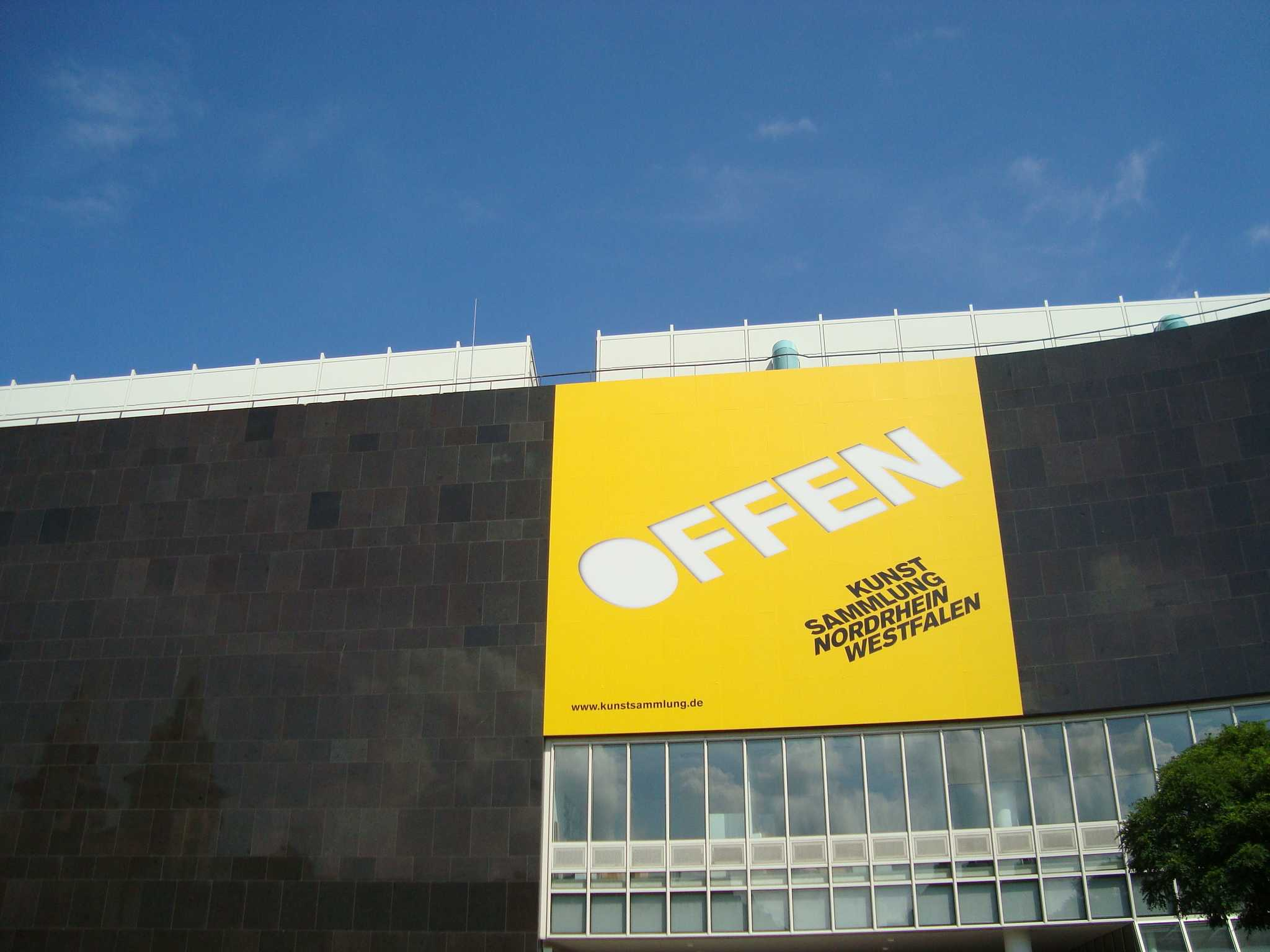
بازگشایی مجموعه هنری،  ۲۰۱۰, K20 گرب‌پلتس
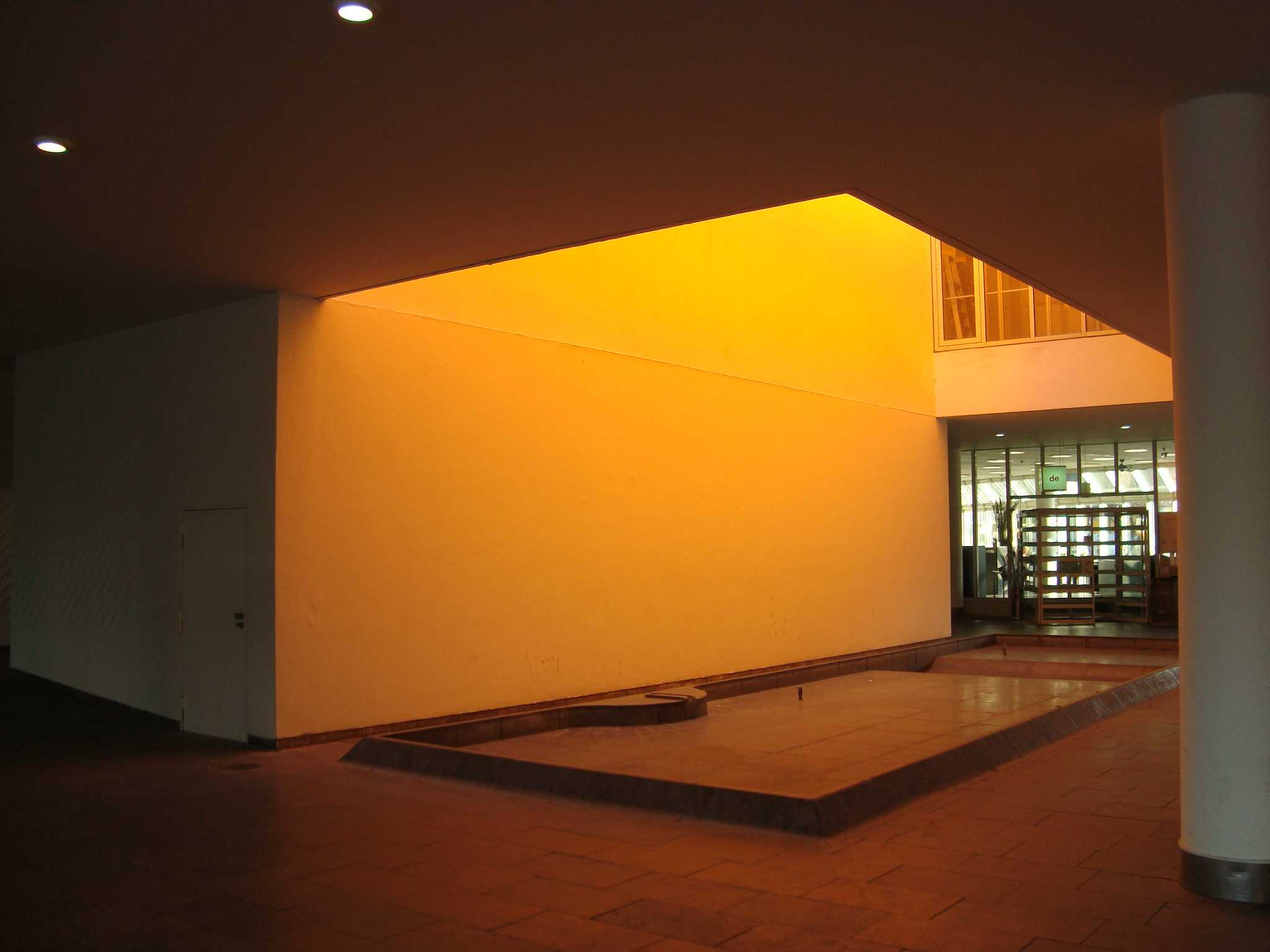
نور روز زرد طبیعی شما اثر الافور الیاسون،  ۲۰۱۰, K20 گرب‌پلتس

## معماری

### K20 در گرب‌پلتس
ساختمانی که مجموعه هنری KK20 در گرب‌پلتس را در خود جای داده‌است، با نمای متمایز خود از گرانیت بورنهولم سیاه، در سال ۱۹۸۶ افتتاح شد. دفتر معماری کپنهاگ Dissing+Weitling، با کار بر اساس شیوه آرنه یاکوبسن، ساختمانی را ایجاد کرد که دارای جزئیات معمول زمان خود است و کیفیت آثار هنری نمایش داده شده را در پیش زمینه قرار می‌دهد.
قسمت ورودی به سمت Grabbe Halle در همان سطح باز می‌شود، بلندترین فضای گالری ساختمان، که دارای سقف‌های ۱۴ متری است. این سالن که برای نمایشگاه‌های موقت استفاده می‌شود، ۶۰۰ متر مربع و فاقد ستون‌های نگهدارنده است.
از لابی، سه راه پله تک پله که یکی پشت پله بعدی چیده شده‌اند، دسترسی به دو طبقه بالایی را فراهم می‌کنند. مانند گالری‌های طبقه دوم، سالن بزرگ در طبقه اول از نور طبیعی بالایی برخوردار است.
سنگ بنای توسعه در سال ۲۰۰۸ گذاشته شد و ساختمان جدید در ژوئیه ۲۰۱۰ افتتاح گردید. ساختمان جدید که توسط همان دفتر معماری انجام شده‌است، اصطلاح معماری ساختار اصلی را تداوم می‌بخشد. در طول دوره دو ساله تعطیلی، ساختمان اصلی به‌طور کامل بازسازی شد و مطابق با استانداردهای فنی فعلی بود.
در حال حاضر در دو سالن نمایشگاهی جدید ساختمان الحاقی - هر دو بدون ستون‌های نگهدارنده - در مجموع ۲۰۰۰ متر مربع مساحت دارند. Klee Halle در سمت راست سرسرا ساختمان قدیمی قرار دارد و عمدتاً برای نمایشگاه‌های موقت استفاده می‌شود. با فضای خالی ۶٫۴ متری، سالن به‌طور مصنوعی توسط بیش از ۵۰۰ نورافکن روشن می‌شود. یک راه پله باریک در عقب، سطح طبقه همکف را به سالن فوقانی جدید متصل می‌کند. کل سطح نمایشگاه مجموعه هنری KK20 در گرب‌پلتس اکنون بیش از ۵۰۰۰ متر مربع است.

### K21 در خانه املاک
در ۱۸ آوریل ۲۰۰۲، ساختمان موزه معروف به Ständehaus am Kaiserteich (خانهٔ املاک در حوض قیصر) با حضور یوهانس راو رئیس‌جمهور وقت آلمان افتتاح شد و به دومین ستون اصلی مجموعه هنری برای هنر مدرن و معاصر تبدیل شد.
بین سال‌های ۱۸۷۶ و ۱۸۸۰، استاندهاوس در دوسلدورف به سبک تاریخ‌گرایانه معماری احیای رنسانس توسط معمار جولیوس راشدورف ساخته شد. پارلمان ایالت فدرال نوردراین-وستفالن بین سال‌های ۱۹۴۹ تا ۱۹۸۸ در آنجا تشکیل جلسه می‌داد.
در اطراف میدان عمومی مرکزی ساختمان - که به شکل یک میدان بزرگ است - چهار شاخه شامل گذرگاه‌های طاقدار پیوسته‌است. تبدیل سه ساله این ساختمان به سبک تاریخی توسط معماران Kiessler+Partner مونیخ انجام شد. آنها یک ساختمان موزه مدرن با سقف گنبدی لعابدار چشمگیر به شکل طاق صومعه ای دراز، متشکل از ۱۹۱۹ ورق شیشه ایجاد کردند که ظاهر زیبایی شناختی ساختمان را شکل می‌دهد.
در حالی که نمای بیرونی حفظ شده‌است، تقریباً تمام وسایل اصلی از داخل خارج شده‌است. پلکان تاریخی حفظ شد و اکنون به گالری‌های سه طبقه بالایی منتهی می‌شود. گالری‌های نمایشگاهی انعطاف‌پذیر در سطح زیرزمین، همراه با اتاق‌های فوقانی، مجموعاً ۵۳۰۰ متر مربع از سطح نمایشگاه را تشکیل می‌دهند.

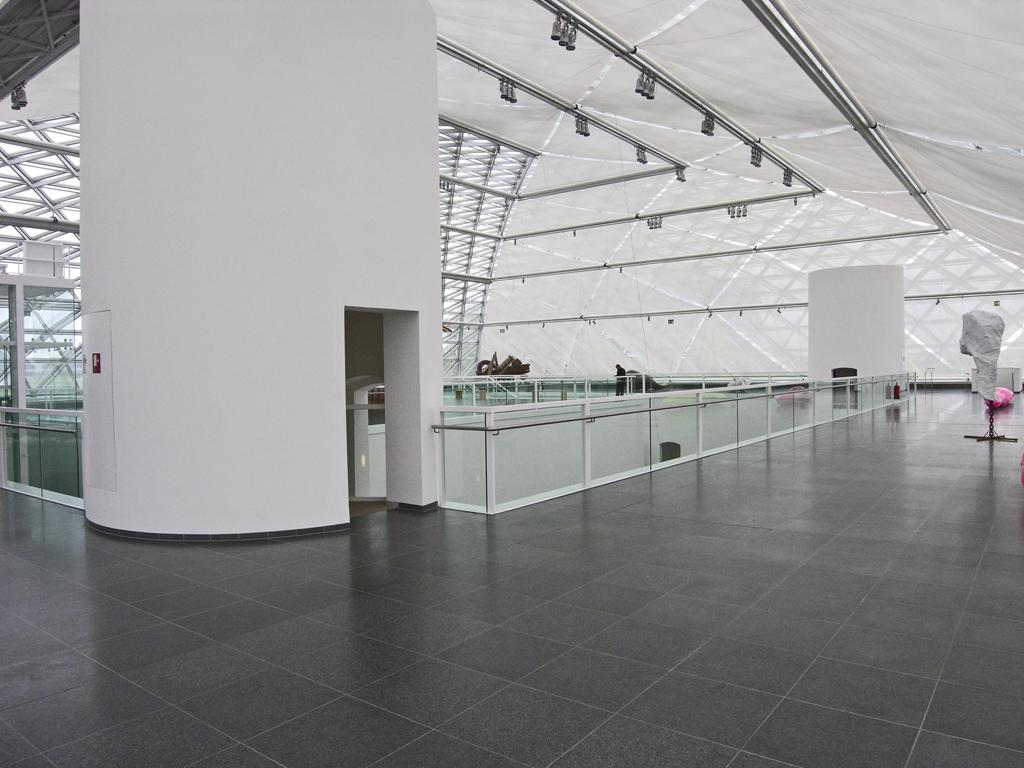
K21, طبقهٔ بالا
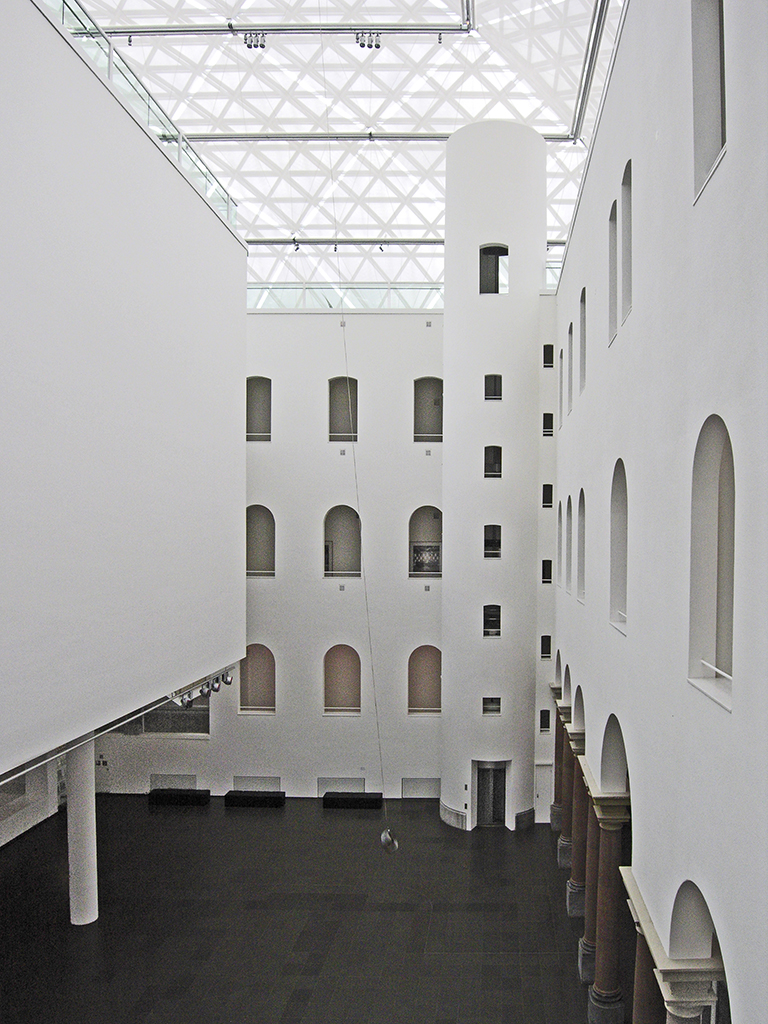
K21, سرسرا
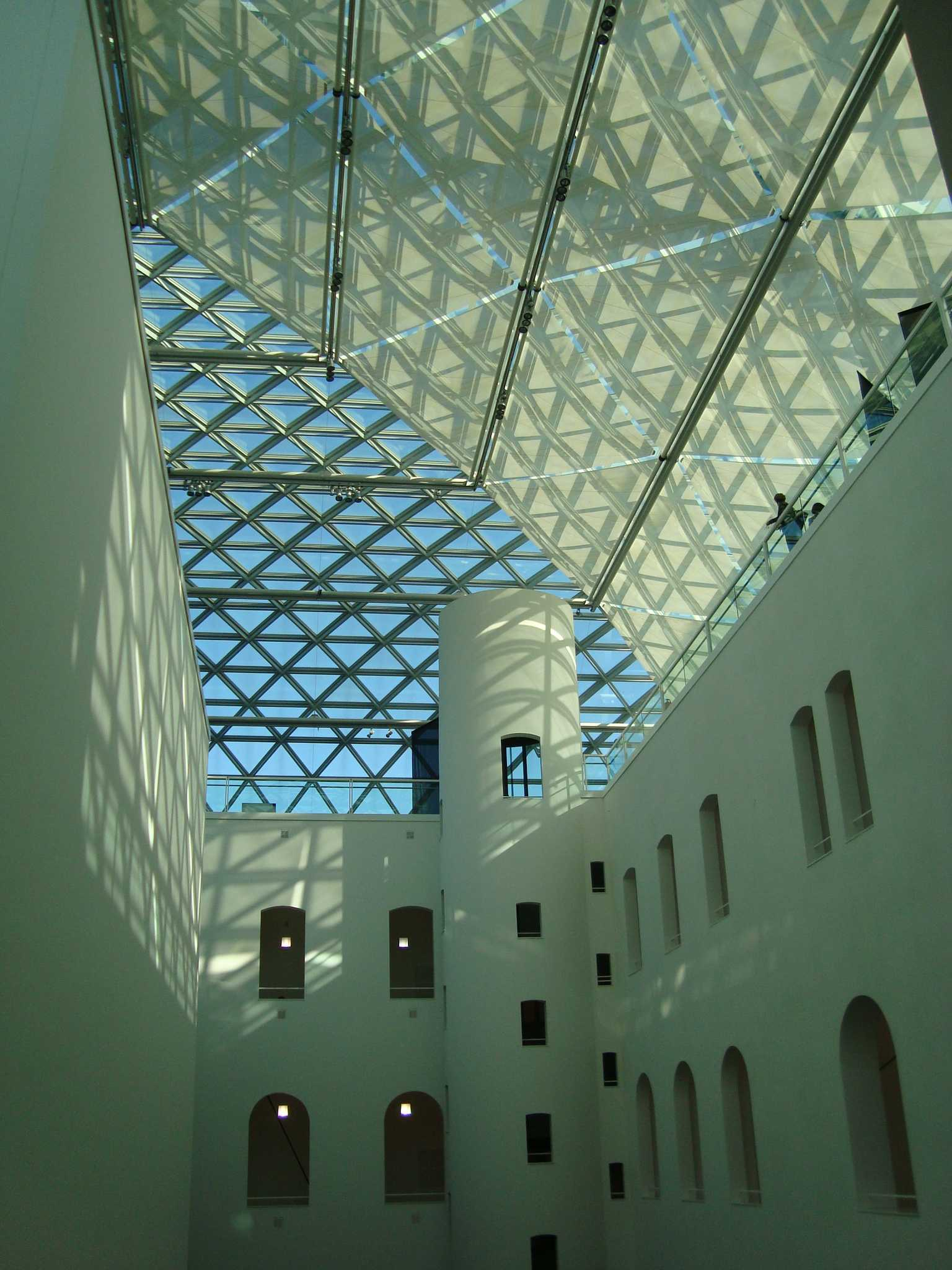
K21, نمای داخلی
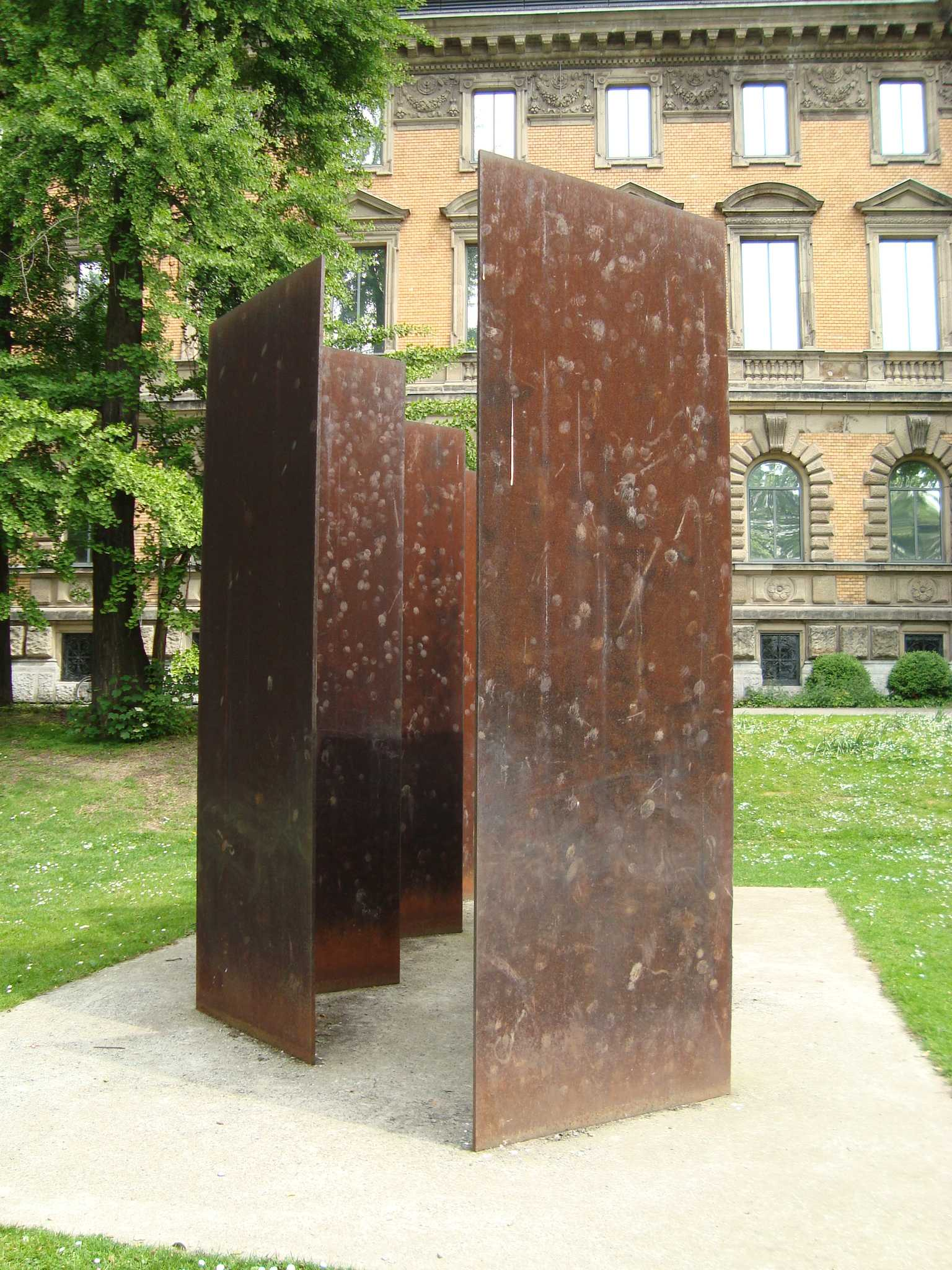
مجسمه‌های Zim Zum II توسط بارنت نیومن در K21

### خانهٔ اشملا
خانهٔ اشملا توسط معمار هلندی آلدو وان آیک (۱۹۱۸–۱۹۹۹)، یکی از نمایندگان کلیدی معماری ساختارگرا ساخته شد. این بنا در سال ۱۹۷۱ افتتاح گردید و اکنون تحت حفاظت از بناهای تاریخی قرار دارد. اولین ساختمان این بنا در جمهوری آلمان فدرال بود که به‌طور خاص به عنوان یک گالری هنری خصوصی ساخته شد. این ساختمان پنج طبقه که از سنگ پومیک خاکستری ساخته شده‌است، با تعامل داخلی و خارجی، فضاهای مسکونی خصوصی و نمایشگاه عمومی آن مشخص می‌شود. ایالت فدرال نوردراین-وستفالن، این ساختمان را پس از تخلیه توسط گالری، خریداری نمود.
۵۱°۱۳′۳۸″ شمالی ۶°۴۶′۳۲″ شرقی / ۵۱٫۲۲۷۲۲°شمالی ۶٫۷۷۵۵۶°شرقی

## مجموعه

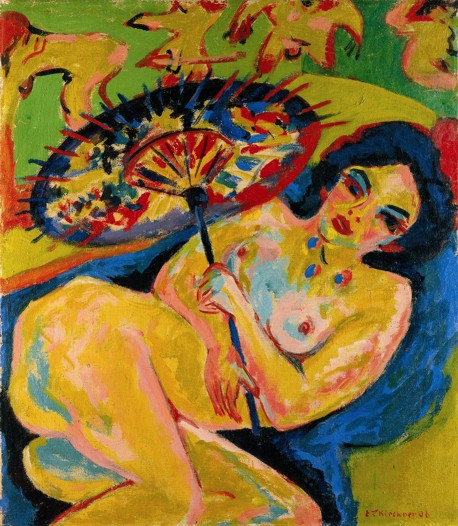
ارنست لودویگ کیرشنر ۱۹۰۹، دختری زیر چتر ژاپنی

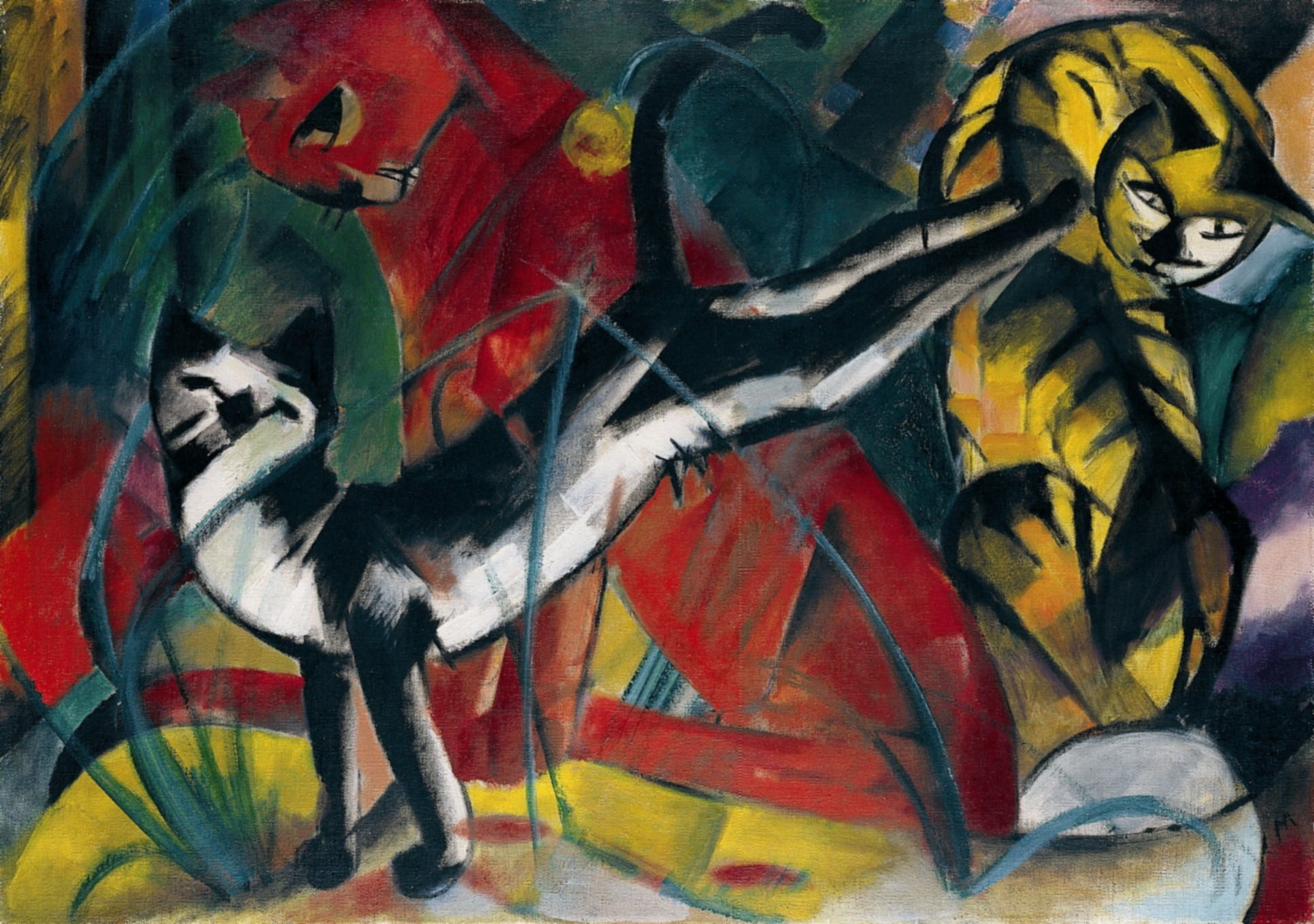
فرانتس مارک، حوالی ۱۹۱۳, سه گربه

خوان میرو، ۱۹۱۹, Nu au miroir (برهنه با آینه، Naakt met mirror)

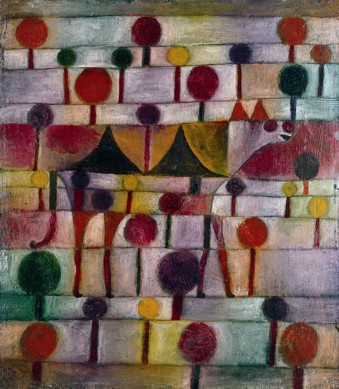
پاول کله، ۱۹۲۰, شتر در منظره درختی ریتمیک

این مجموعه مجموعه ای منحصر به فرد از آثار قرن ۲۰ و ۲۱ را در بر می‌گیرد. در میان نقاط برجسته می‌توان به نقاشی‌های اکسپرسیونیست‌های آلمانی، پابلو پیکاسو، واسیلی کاندینسکی و جکسون پولاک و چیدمان‌هایی از یوزف بویس و نام جون پایک اشاره کرد. در کنار این آثار که مدت‌هاست به جایگاهی نمادین دست یافته‌اند، نمونه‌های برجسته دیگری از مدرنیسم کلاسیک، هنر آمریکایی پس از سال ۱۹۴۵، به همراه آثار اصلی اینستالیشن، عکس‌ها و قطعات فیلم و ویدئو از هنرمندان معاصر وجود دارد. منتقدان از این مجموعه - که تک تک آثار آن به دلیل کیفیت برجسته شان قابل توجه است - به عنوان «گالری ملی مخفی» یاد کرده‌اند.
تمرکز این مجموعه مدرنیسم کلاسیک است. از نظر سبک، آثار مربوط به قبل از ۱۹۴۵ از فوویسم، اکسپرسیونیسم، پیتورا متافیسیکا و کوبیسم تا آثار اعضای گروه سوارکار آبی و همچنین دادائیسم و سوررئالیسم را شامل می‌شود. این مجموعه همچنین شامل ۱۰۰ اثر از پاول کله است. در سال ۱۹۶۰، ایالت فدرال نوردراین-وستفالن ۶ میلیون مارک آلمانی را برای خرید ۸۸ نقاشی، طراحی و مطالعات رنگی روی کاغذ توسط کله در نظر گرفت - مجموعه ای که هسته Kمجموعه هنری نوردراین-وستفالن را تشکیل می‌داد. اگرچه در آن زمان برچسب قیمت بالا به نظر می‌رسید، اما از منظر امروزی یک معامله نادر به نظر می‌رسد. این آثار از یک مجموعه خصوصی آمریکایی در پیتسبورگ آمده‌است.
در میان گروه‌هایی از آثار هنرمندان منفرد، مجموعه‌ای از ۱۲ اثر پابلو پیکاسو وجود دارد که تقریباً تمام مراحل خلاقیت اصلی کار او را در بر می‌گیرد. کوبیسم با آثاری به سبک پابلو پیکاسو، فرنان لژه، خوان گریس، ژرژ براک و دیگران، کانون مهم این مجموعه را تشکیل می‌دهد.

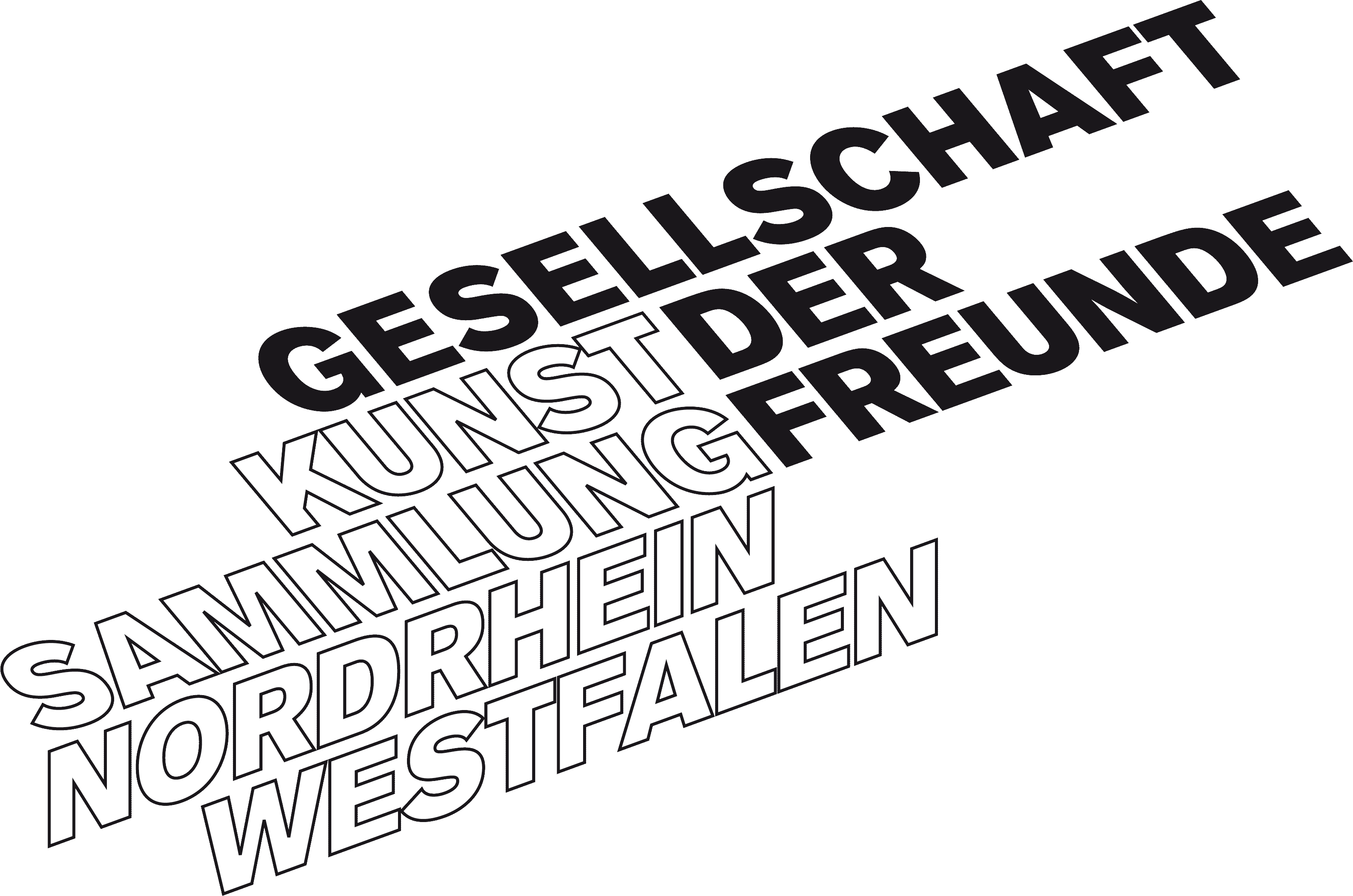
لوگوی حامیان

## ادبیات
- Kunstsammlung Nordrhein-Westfalen, Düsseldorf (ed.): Einblicke. Das 20. Jahrhundert in der Kunstsammlung Nordrhein-Westfalen, Düsseldorf. Hatje Cantz Verlag, Ostfildern-Ruit 2000, شابک ‎۳−۷۷۵۷−۰۸۵۳−۷
- Kunstsammlung Nordrhein-Westfalen, Düsseldorf and Prestel Verlag, Munich, Berlin, London, New York (eds.): Kunstsammlung Nordrhein-Westfalen. Prestel Verlag, Munich, 2003, شابک ‎۹۷۸−۳−۷۹۱۳−۵۰۷۸−۳
- Kunstsammlung Nordrhein-Westfalen, Düsseldorf (ed.): Meisterwerke des 20. und 21. Jahrhunderts, Schirmer/Mosel Produktion 2010, شابک ‎۹۷۸−۳−۹۴۱۷۷۳−۰۱−۱